# Halmstad-Bolmen Järnväg
Halmstad-Bolmen Järnväg, HBJ, var en smalsporsjernbane (sporvidde 1067 mm), 65,9 km lang med hovedbane fra Halmstad til Bolmens jernbanestation. Den blev bygget som privat jernbane 1889, overtaget af staten 1947 og nedlagt 1966.
Banen blev bygget fordi der var stort behov for at transportere større mængder skovprodukter fra indlandet til Halmstad. Indtil da havde okser eller heste været den almindeligste trækkraft.
Halmstads handelsförening tog initiativ til en undersøgelse af to alternative strækninger af den tænkte linje, den ene over Skeen og den anden over Fettjesundet. Opgaven gik til kaptajn Wilhelm Gagner ved Väg- och vattenbyggnadskåren (dansk: Vej- og vandbygningskorpset).
Blandt personerne som interesserede sig for banens tilkomst kan nævnes riksdagsmand og godsejer Ivar Lyttkens fra Skedala, friherre D. E. Stjerncrona, landshövding Carl Nordenfalk, apoteker von Sydow, grossist A. E. Phil og Anders Apelstam.

## Eksterne links
- Wikimedia Commons har flere filer relateret til Halmstad-Bolmen Järnväg
- Halmstad-Bolmen Järnväg

| Jernbane | Spire Denne jernbaneartikel er en spire som bør udbygges. Du er velkommen til at hjælpe Wikipedia ved at udvide den. |